# مذكرات الأرقش
مذكرات الأرقش هي رواية تدور حول رجل غريب الأطوار خدم صامتًا بمقهى في نيويورك، دوّن فيه مذكراته، التي نشرت بعد عقود ضمن مؤلفات الكاتب اللبناني الراحل ميخائيل نعيمة باسم صاحبها الحقيقي «الأرقش»، وهي تمثل فترة بقاء الكاتب في نيويورك في الفترة 1916-1932. وصُنّفت من أهم أعماله السردية، وطُبعت للمرة الأولى عام 1949م. ترجمها ميخائيل نعيمة إلى الإنجليزية عام 1952 تحت اسم (The Memoirs of a Vagrant Soul) أو (the Pitted Face).

## الأرقش
هو شاب أرجنتيني من أصل لبناني، يُغرم بفتاة، إلا أنه يقتلها في ليلة زفافهما، فيصاب بفعل الصدمة بفقدان الذاكرة، فلا يعرف من أمره إلا أنه خادم عديم النطق في مطعم عربي بنيويورك، يكتب مذكراته في تخشيبة وراء المطبخ، حيث كان يأوي كل ليلة. ولقد وصلت مذكراته بطريقة غريبة إلى ميخائيل نعيمة، الذي وجد أنها تستحق النشر.

## أسلوب الرواية والحبكة
اعتمدت على أسلوب اليوميات الأشبه بخواطر عميقة تأملية، دونت دون تأريخ أو شهر أو سنة، فقط على أيام الأسبوع. تناولت عدة مواضيع أشبعها الأرقش تأملًا ونظرًا من زوايا مختلفة قد تكون غريبة عنا بعض الشيء، إلا أنها تجعلنا نفكر بكل أرقش حولنا، لا نوليه اهتمامًا قد يعيش على هامش الحياة، إلا أنه يخفي كما هائلًا من الجمال والإبداع.
أما الحبكة الرواية فتدور حول محور أساسي وهو الحب؛ حيث يعد مفتاح اليوميات على اختلاف مواضيعها، ورقة تركها الأرقش قرب فراش حبيبته الذبيحة، كتب عليها: «ذبحت حبي بيدي لأنه فوق ما يتحمله جسدي، ودون ما تشتاقه روحي».

## اقتباسات
من الاقتباسات المضمنة في الرواية:
- «ذكرياتك يا أرقش رسالة من الجحيم، لا تبكِ على نفسك لقد فات الآوان، لقد حلت ساعتك، لقد حل جحيمك الذي لن ينطف»
- «أنا قسم الإنسانية الساكت ومابقي فمتكلمون. أما البكم والرضع فلغاية ختمت الحكمة الأزلية على أفواهم فلا يتكلمون، في حين أني ختمت على فمي بيدي. وقد أدركت حلاوة السكوت ولم يدرك المتكلمون مرارة الكلام لذاك سكتُ والناس يتكلمون.»
- « أنا ناسك بين الناس. والتنسك بين الناس أين من هوله التنسك بين الوحوش. فأنت تستطيع أن تأمن جانب الوحش وأن تكسب ألفته بالين والمحبة. وإن أخفقت وغضب الوحش عليك فهو لا يمزق منك غير جسدك. أما الناس فيحسبون اللين والمحبة منك ضعفاً، ويتحاشون إلحاق أقل ضرر بجسدك الفاني خوفًا من قوانين سنوها. في حين يستحلون جعل روحك الأبدي مشاعاً للشارد والوارد. ولا قانون يصدهم ولا محكمة. لذلك تركت جسدي مشاعًا لألسنتهم وسيجت روحي بالسكوت.»
- «لو أن البشر عرفوا الله لما قسموه إلى عبراني ومسيحي وبوذي ووثني، وما انقسم البشر مللاً ونحلاً، إلا لأنهم حاولوا المستحيل فحددوا الله الذي لا يحد بلغاتهم المحدودة، وقاسوا ما لا يقاس بمقاييس بشرية أرضية.»
- «الهرب من الوجع إلى اللذة هو وجه آخر من الوجع.»